# UTC-06:00

## Các vùng dùng giờ UTC−6
Các quốc gia có một múi giờ
- Belize
- Costa Rica
- El Salvador
- Guatemala
- Honduras
- Nicaragua

Các quốc gia có nhiều múi giờ
- Canada, Hoa Kỳ (Giờ miền Trung/Giờ ánh sáng ngày miền núi)
- Chile
  - Đảo Phục Sinh
- Ecuador
  - Quần đảo Galapagos
- Mexico

## Giờ tiết kiệm ánh sáng ngày
- Haiti
- Cuba
- Quần đảo Turks và Caicos